# Lusitanisuchus
Lusitanisuchus is een geslacht van uitgestorven crocodylomorfe Mesoeucrocodylia. Er zijn voornamelijk fragmentarische fossielen gevonden op verschillende plaatsen in Portugal en ze zijn gedateerd als Laat-Jura en Vroeg-Krijt.

## Naamgeving
Het type en de enige soort Lusitanisuchus mitracostatus werd in 2004 benoemd nadat het eerder was beschreven als een soort van het geslacht Lisboasaurus. Van Lusitanisuchus mitracostatus werd oorspronkelijk gedacht dat het een anguimorfe hagedis was toen het in 1970 werd benoemd op basis van fragmentarische kaakresten en losse tanden die werden gevonden in de Guimarota-formatie uit het Kimmeridgien in Leiria, holotype Gui 34.

## Beschrijving
De soort werd later beschouwd als een nomen dubium vanwege de onvolledige aard van de bekende overblijfselen. Bij een later heronderzoek van fossielen uit de Guimarota-formatie werd echter schedelmateriaal gevonden met een dentarium dat vergelijkbaar was met dat in het holotype van Lusitanisuchus mitracostatus. Deze overblijfselen, die completer waren dan die van het holotype, toonden aan dat Lusitanisuchus mitracostatus in werkelijkheid een crocodylomorf was in plaats van een anguimorf. Bovendien bleek het een geslacht te zijn dat verschilt van Lisboasaurus, waarvan tegen die tijd was aangetoond dat het ook een crocodylomorf was.
Verschillende tanden toegewezen aan Lusitanisuchus werden ook gevonden in Porto Dinheiro, Lourinhã in lagen die waren afgezet tijdens het Berriasien van het Vroeg-Krijt, waardoor het bereik in de tijd van dit taxon met ongeveer vijftien miljoen jaar zou worden vergroot.

## Paleobiologie
Lusitanisuchus leefde samen met veel dinosauriërs uit het Lusitanische bekken tijdens het Laat-Jura en het Vroeg-Krijt. Dinosauriërfossielen gevonden uit de Guimarota-formatie omvatten tyrannosauriërs zoals Aviatyrannis en Stokesosaurus, de ornithopode Phyllodon en de kleine coelurosauriër Compsognathus. De plaats Porto Dinheiro omvatte dinosauriërs als de diplodocide Dinheirosaurus en vroege zoogdieren als Portopinheirodon.